# Gabriel Lacerda
Gabriel Santos Cordeiro Lacerda, noto semplicemente come Gabriel Lacerda (Caieiras, 29 agosto 1999), è un calciatore brasiliano, difensore del Ceará.

## Caratteristiche tecniche
È un difensore centrale.

## Carriera
Cresciuto nel settore giovanile del Ceará, ha esordito in prima squadra il 13 agosto 2020 disputando l'incontro del Brasileirão pareggiato 1-1 contro il Grêmio.

## Palmarès

### Club

#### Competizioni regionali
- Copa do Nordeste: 2

Ceará: 2020, 2023

#### Competizioni nazionali
- Australia Cup: 1

Sydney FC: 2023